# Pa Bon (huyện)
Pa Bon (tiếng Thái: ป่าบอน) là một huyện (amphoe) của tỉnh Phatthalung, phía nam Thái Lan.

## Địa lý
Các huyện giáp ranh (từ phía bắc theo chiều kim đồng hồ) là Tamot, Bang Kaeo và Pak Phayun của tỉnh Phatthalung, Rattaphum của tỉnh Songkhla, Khuan Kalong của tỉnh Satun và Palian của tỉnh Trang.

## Lịch sử
Tiểu huyện được thành lập ngày 31/5/1983, khi 3 tambon Pa Bon, Nong Thong và Khok Sai đã được tách ra từ huyện Pak Phayun. Đơn vị này đã được nâng cấp thành huyện ngày 21/5/1990.

## Hành chính
Huyện này được chia thành 5 phó huyện (tambon), các đơn vị này lại được chia ra thành 48 làng (muban). Pa Bon là một thị trấn (thesaban tambon) nằm trên một phần của the tambon Pa Bon, Nong Thong và Wang Mai. Có 5 Tổ chức hành chính tambon.
| STT | Tên        | Tên tiếng Thái | Số làng | Dân số |  |
| --- | ---------- | -------------- | ------- | ------ |  |
| 1.  | Pa Bon     | ป่าบอน          | 10      | 9.542  |  |
| 2.  | Khok Sai   | โคกทราย        | 12      | 10.020 |  |
| 3.  | Nong Thong | หนองธง         | 9       | 9.074  |  |
| 4.  | Thung Nari | ทุ่งนารี          | 9       | 8.765  |  |
| 6.  | Wang Mai   | วังใหม่          | 8       | 6.580  |  |

Geocode 5 is not used.